# توماس ك. رايت
توماس ك. رايت (بالإنجليزية: Thomas C. Wright)‏ هو سياسي أمريكي، ولد في 27 أبريل 1948 في ريتشموند في الولايات المتحدة. حزبياً، نشط في الحزب الجمهوري.